# 不動産登記法
不動産登記法（ふどうさんとうきほう、英語: Real Property Registration Act、平成16年法律第123号）は、不動産登記に関する法律である。
当初は1899年（明治32年）に明治32年法律第24号として制定され、従来の登記法（明治19年法律第1号）は廃止された。
2004年（平成16年）6月18日に全部改正され、内容が一新された。2005年（平成17年）の改正で筆界特定制度が新たに設けられている。2021年（令和3年）の土地制度改革にともなう改正で相続登記の申請義務などの規定が新たに設けられた。

## 構成
- 第一章 総則（1 - 5条）
- 第二章 登記所及び登記官（6 - 10条）
- 第三章 登記記録等（11 - 15条）
- 第四章 登記手続
  - 第一節 総則（16 - 26条）
第23条（事前通知等）
  - 第二節 表示に関する登記
    - 第一款 通則（27 - 33条）
    - 第二款 土地の表示に関する登記（34 - 43条）
    - 第三款 建物の表示に関する登記（44 - 58条）
第64条（登記名義人の氏名等の変更の登記又は更正の登記等）

  - 第三節 権利に関する登記
    - 第一款 通則（59 - 73条）
第61条（登記原因証明情報の提供）
    - 第二款 所有権に関する登記（74 - 77条）
第74条（所有権の保存の登記）
    - 第三款 用益権に関する登記（78 - 82条）
第78条（地上権の登記の登記事項）
    - 第四款 担保権等に関する登記（83 - 96条）
第85条（不動産工事の先取特権の保存の登記）
第96条（買戻しの特約の登記の登記事項）
    - 第五款 信託に関する登記（97 - 104条）
    - 第六款 仮登記（105 - 110条）
    - 第七款 仮処分に関する登記（111 - 114条）
    - 第八款 官庁または公署が関与する登記等（115 - 118条）
- 第五章 登記事項の証明等（119 - 122条）
- 第六章 筆界特定
  - 第一節 総則（123 - 130条）
  - 第二節 筆界特定の手続
    - 第一款 筆界特定の申請（131 - 133条）
    - 第二款 筆界の調査等（134 - 141条）

  - 第三節 筆界特定（142 - 145条）
  - 第四節 雑則（146 - 150条）
- 第七章 雑則（151 - 158条）
- 第八章 罰則（159 - 164条）
- 附則